# Шефіка Консул
Шефіка́ Консу́л (крим. Şefiqa Konsul), до шлюбу Ісля́мова (18 лютого 1937, Коккоз, Крим — 2021, Крим, Україна) — ветеранка кримськотатарського національного руху, співачка, авторка пісень та композиторка. Нагороджена нагрудним знаком «За заслуги перед кримськотатарським народом».

## Біографія
Дитинство Шефіки Іслямової було складним, адже 18 травня 1944 року, як і інших кримських татар, її сім'ю примусово депортували з Криму. Вона навчалася у Самарканді, де познайомилася з активістом національного руху Мустафою Консулом. У 1956 році одружилася з ним. 
Шефіка Консул працювала в бібліотеці. На початку 1960-х долучилась до національного руху, основною метою якого було повернення кримськотатарського народу до Криму й відновлення його державності. Серед учасників Самаркандської ініціативної групи національного руху були також: фізик Роллан Кадиєв, Бекір Умеров, який пройшов сталінські табори, Ідріс Асанін ‒ поет, засуджений 1950 року за вірші антисталінського змісту, історикиня і викладачка Айше Сейтмуратова. Члени групи поширювали інформацію про кримських татар та їхні зібрання, організовували акції протесту. Тому представники КДБ часто проводили обшуки в домі родини Консул.
10 червня 1980 року Мустафа й Шефіка приїхали до Криму до брата Усеїна, але їм не вдалося тут залишитися. Вони поїхали до Абінська Краснодарського краю до двоюрідного брата Муртаза Консула, а в липні 1980 року придбали тут будиночок.
У 1987 році Шефіка Консул була активною учасницею демонстрацій у Москві, де зі співвітчизниками домагалася повернення до Криму.
У липні 1989 року сім'я знову повернулася до Криму. Через кілька років вони придбали невеликий старий будинок у Сімферополі.
Шефіка Консул мала чудовий голос, її називали «солов'єм» національного руху. Написала слова і музику для десятків пісень. У 2017 році Едіє Муслімова видала збірник її пісень «Друзі мої ― пісні».
Шефіка Консул померла у віці 84 років в Криму. Похована в Сімферополі.